# 大園古墳
大園古墳（おおぞのこふん）は、大阪府高石市西取石にあった古墳。形状は帆立貝形古墳。現在では墳丘は失われている。

## 概要
| 群 | 群 | 古墳名         | 形状         | 規模   | 築造時期 |
| -- | -- | -------------- | ------------ | ------ | -------- |
| 北 |    | 和泉黄金塚古墳 | 前方後円墳   | 94m    | 4c末     |
|    | 南 | 丸笠山古墳     | 前方後円墳   | 96m    | 4c末     |
|    | 南 | 鍋塚古墳       | 円墳         | 60-70m | 5c初     |
|    | 南 | 王塚古墳       | 帆立貝形古墳 | 46m    | 5c中     |
| 北 |    | 信太貝吹山古墳 | 帆立貝形古墳 | 60m    | 5c前     |
| 北 |    | カニヤ塚古墳   | 帆立貝形古墳 | 不明   | 5c後     |
| 北 |    | 大園古墳       | 帆立貝形古墳 | 50m    | 5c末     |
| 北 |    | 富木車塚古墳   | 前方後円墳   | 48m    | 6c中     |
|    | 南 | 狐塚古墳       | 前方後円墳   | 58m    | 6c後     |

大阪府南部、信太山丘陵北西麓の低位段丘上に築造された古墳である。1974・1976年（昭和49・51年）に大阪府教育委員会・高石市教育委員会による発掘調査が実施されたのち、現在は消滅している。
墳形は、前方部が短小な帆立貝形の前方後円形。調査時点では既に墳丘は完全に削平されていたが、墳丘長は約53メートル（または約57メートル）、後円部は直径約34メートル、前方部は幅約25メートルを測った。墳丘表面には葺石・埴輪が存在したと見られ、いずれも周濠内に転落したものが検出されている。特に埴輪には円筒埴輪のほか、多数の形象埴輪（家形・人物形・馬形・鶏形・草摺形・盾形・靫形・蓋形・剣形埴輪）が認められている。また墳丘周囲には幅3-4メートルの周濠が巡らされる。埋葬施設は削平のため明らかでない。
この大園古墳は、古墳時代中期の5世紀末頃の築造と推定される。本古墳を含む一帯の大園遺跡は古墳時代の大規模集落（掘立柱建物群）として知られ、本古墳はその首長墓に位置づけられる。また和泉地方北部では首長墓古墳として北群・南群の2群が認められるが、北群・南群にはそれぞれ時期的空白が認められることから両群が輪番制で首長を担ったと推定され、本古墳はそのうちの1つに位置づけられる。

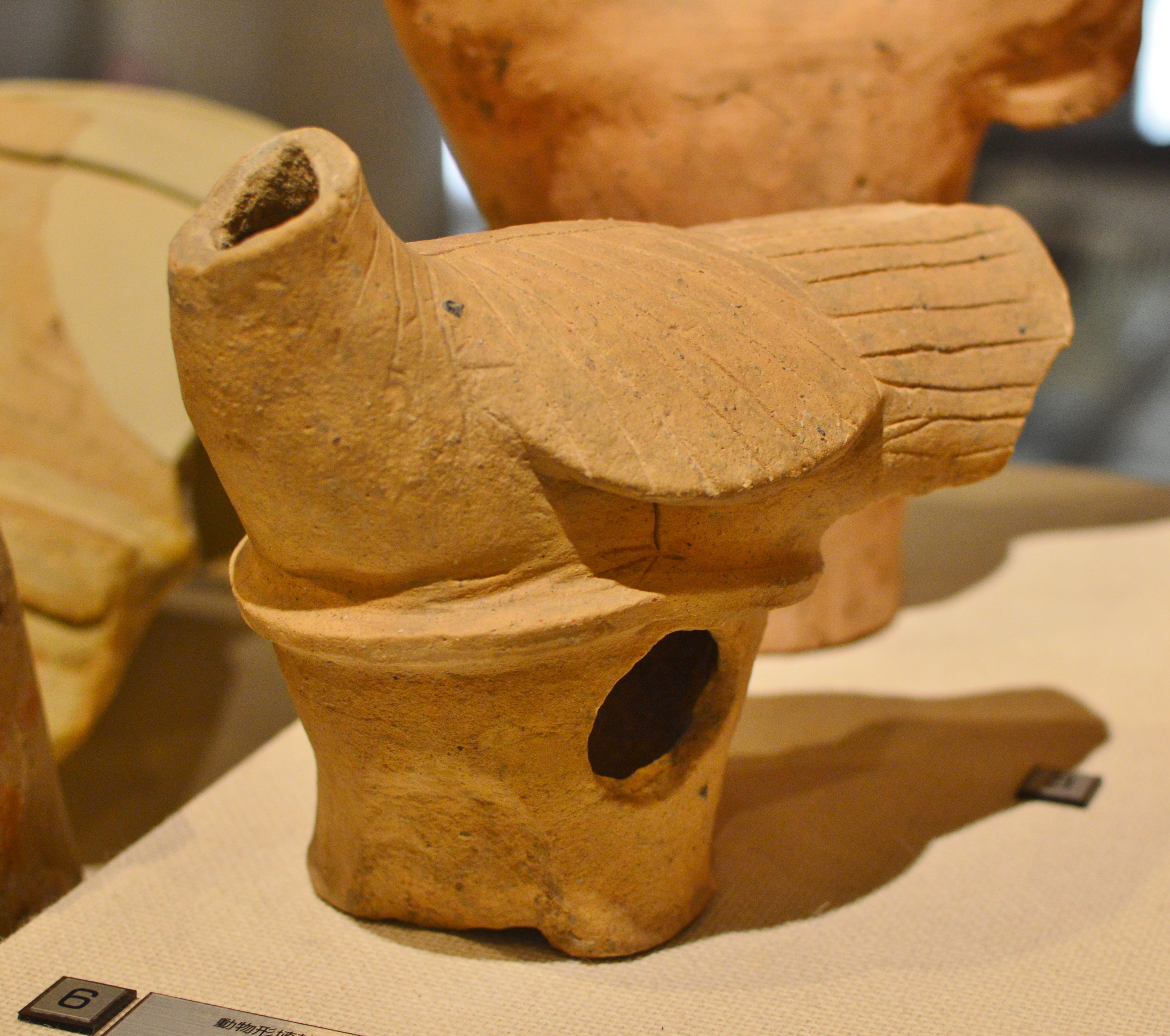
埴輪 鶏 大阪府立近つ飛鳥博物館展示。

- 埴輪 鶏
大阪府立近つ飛鳥博物館展示。